# Dacnis
Dacnis is een geslacht van zangvogels uit de familie Thraupidae (tangaren).

## Soorten
Het geslacht kent de volgende soorten:
- Dacnis albiventris  –  Witbuikpitpit
- Dacnis berlepschi  –  Roodborstpitpit
- Dacnis cayana  –  Blauwe pitpit
- Dacnis egregia  –  Geelpluimpitpit
- Dacnis flaviventer  –  Geelbuikpitpit
- Dacnis hartlaubi  –  Turkooispitpit
- Dacnis lineata  –  Zwartmaskerpitpit
- Dacnis nigripes  –  Zwartpootpitpit
- Dacnis venusta  –  Rooddijpitpit
- Dacnis viguieri  –  Blauwgroene pitpit